# Into the Woods (film)
Pour les articles homonymes, voir Into the Woods.
Pour plus de détails, voir Fiche technique et Distribution.
Into the Woods : Promenons-nous dans les bois ou Dans les bois au Québec (Into the Woods) est un film musical américain réalisé par Rob Marshall et sorti en 2014.
Il s'agit d'une adaptation de la comédie musicale éponyme de Stephen Sondheim et James Lapine, créée à Broadway en 1986.

## Synopsis
L'histoire d’Into The Woods se situe « dans un pays et en un temps imaginaires ». Nous savons[Qui ?] seulement que l'action démarre dans un village sis à l'orée d'un bois. La comédie musicale met en scène quatre contes de fées : Cendrillon, Jack et le Haricot magique, Le Petit Chaperon rouge et Raiponce. Ces quatre contes se croisent et s'articulent avec les aventures d'un couple de boulangers. L'histoire est racontée par un narrateur, qui narre le récit en voix off.

### Prologue
Jack (Daniel Huttlestone), un garçon vivant avec sa mère autoritaire, se voit contraint d'aller vendre sa vache Blanchette au village, contre son gré car il s'est attaché à cette vache. Cendrillon (Anna Kendrick), servante maltraitée par sa belle-mère et ses deux belles-sœurs, souhaite ardemment assister au bal que doit donner le prince du royaume, un grand bal qui va durer trois jours. Elle cherche un moyen de contourner l'interdiction qui l’empêche de s'y rendre, et appelle par son chant les oiseaux de la forêt pour l'aider dans ses tâches ménagères. Le Petit Chaperon rouge (Lilla Crawford), quant à elle, se rend chez le couple de boulangers (James Corden et Emily Blunt, qui se désespèrent tous deux de ne pas avoir d'enfant) afin de se procurer du pain qu'elle doit apporter à sa grand-mère. Alors que le Chaperon rouge s'en va, une sorcière (Meryl Streep) qui vit dans la maison d'à-côté fait irruption dans la boulangerie : elle a entendu le souhait du couple, et est prête, avec leur aide, à lever la malédiction qui pèse sur leur maison.
Elle leur apprend en effet qu'elle a jeté une malédiction sur le père du boulanger et sur ses enfants, les empêchant d'avoir une descendance. Poussée par sa femme, affamée par les beaux légumes poussant dans le jardin de leur voisine, le père du boulanger tenta de les voler une nuit, sans savoir que sa voisine était une sorcière, et qu'elle le surprendrait dans son larcin. Pour se venger, elle demanda au couple de leur donner l'enfant qu'ils attendaient à ce moment-là. Mais le père du boulanger avait gardé sur lui des haricots magiques, et à peine avait-il franchi le mur du jardin de la sorcière que la mère de celle-ci lui jeta une malédiction : parce qu'elle lui avait interdit de laisser quelqu'un d'autre qu'elle s'emparer de ses haricots, elle la changea en une sorcière hideuse, ridée et aux doigts crochus. Pour se venger de cette transformation, la sorcière maudit à son tour le boulanger et le fils qu'il avait.
Pour lever ce mauvais sort, la sorcière ordonne au couple de partir dans les bois et de lui ramener quatre objets : « une vache blanche comme le lait, une cape rouge comme le sang, une chevelure blonde comme le maïs, et un escarpin pur comme l’or ». Ils doivent les réunir avant que le minuit du troisième jour ne sonne, celui-ci étant une lune bleue, propice à lever cette malédiction. En quête de ses objets, le boulanger se met alors en route dans les bois, tout comme le Chaperon rouge, Jack et Cendrillon (qui va se recueillir sur la tombe de sa mère).

### Premier jour
Cendrillon arrive sur la tombe de sa mère, sur laquelle a poussé un véritable saule pleureur. Lui exprimant son envie d'aller au bal, l'esprit de sa mère se manifeste et exauce son vœu, lui faisant cadeau d'une robe dorée et d'escarpins assortis. Le boulanger rencontre le Petit Chaperon rouge, lequel vient tout juste de rencontrer le Grand Méchant Loup qui l'a détourné de son chemin, et tente en vain de lui voler sa cape. La sorcière le pousse à agir, lui précisant qu'elle ne peut pas voler elle-même les objets : elle ne doit pas les toucher.
Rejoint par sa femme, le couple de boulangers croise la route de Jack et Blanchette. Devant cette vache d'un blanc immaculé, le couple tente de l'acheter à Jack en lui donnant des haricots, prétendument magiques, qu'ils ont retrouvés dans le blouson du père du boulanger. Jack se laisse convaincre : il rentre chez lui, la boulangère rentre chez eux avec la vache, le boulanger continue les recherches. 
Ailleurs, un prince est séduit par le chant d'une fille qu'il entend au loin. Il parvient à une haute tour, où vit une belle fille blonde. Il voit la sorcière revenir, lui demander « Raiponce, Raiponce, lance-moi ta chevelure ! », et ainsi se hisser dans la tour par la chevelure de la fille. On comprend à ce moment que Raiponce est la fille que la sorcière a enlevé au père du boulanger.
Lorsqu'elle arrive à la maison de sa grand-mère, le Petit Chaperon rouge ne se doute pas que c'est le Loup qui est allongé dans le lit, ayant déjà mangé sa grand-mère. Il se jette sur elle et la dévore, non sans qu'elle pousse un cri qui attire le boulanger, qui passait non loin. Il trouve le Loup endormi et repu et lui ouvre le ventre, libérant le Chaperon et sa grand-mère. La petite fille réalise que son innocence a profité au loup et qu'elle doit être plus prudente ; et en remerciement, elle offre sa cape rouge au boulanger.
De son côté, Jack est sévèrement grondé et puni par sa mère pour avoir vendu leur vache pour des haricots sans valeur, qu'elle jette dans le jardin. 
Le soir venu, Cendrillon quitte en courant la soirée royale, qu'elle a passé au bras du Prince. Celui-ci en est tombé amoureux, et part à sa poursuite avec sa garde. Dans les bois, elle tombe sur la femme du boulanger qui, apercevant ses chaussures dorées, tente de les lui prendre, mais sans y parvenir car Cendrillon s'enfuit. Il est minuit, il ne reste plus que deux jours avant la lune bleue.

### Deuxième jour
Le lendemain matin, les haricots dans le jardin ont poussé si haut qu'ils ont atteint le ciel. Jack a grimpé le tronc et a découvert que des géants, gardant des trésors, habitent dans les cieux, et il en a profité pour leur voler 5 louis d'or géants. Il retrouve le boulanger, à qui il raconte son aventure, et tente de racheter Blanchette contre les louis d'or, mais ce dernier refuse, provoquant la colère de Jack. La boulangère retrouve son mari et il apprend qu'hélas, la vache s'est enfuie hier soir. Leur dispute est interrompue par la sorcière, furieuse de leur incompétence, et son interruption les poussent à se réconcilier et à organiser ensemble leur recherche des objets.
Les deux princes amis — le prince du royaume qui a passé la soirée avec Cendrillon et le prince soupirant de Raiponce — se rencontrent et se narrent leurs aventures amoureuses respectives. Surprenant leur conversation et entendant le prince évoquer la chevelure de Raiponce, la boulangère décide de se procurer la chevelure blonde qu'il lui faut. Se faisant passer pour le prince, elle parvient à arracher un bout de la tresse que Raiponce lui lance du haut de sa tour.
Le deuxième soir du bal, Cendrillon s'enfuit à nouveau du palais pourchassée par le prince et ses gardes. Elle rencontre à nouveau la boulangère, refuse toujours de lui donner ses souliers, et poursuit sa fuite. Le boulanger, qui est parvenu à retrouver la vache blanche, rejoint sa femme à ce moment et ils se réjouissent d'avoir récupéré trois des quatre objets ; mais Blanchette s’effondre et meurt, sous les yeux de Jack qui voulait la reprendre au couple avec un nouveau butin volé aux géants (un œuf géant en or). Il est minuit, il ne reste plus qu'un jour.

### Troisième jour
Ayant découvert la liaison de Raiponce avec le prince, la sorcière décide de le punir lorsqu'il quitte la tour : elle lui provoque un accident de cheval avec des ronces. Dans la tour, la sorcière sermonne sa « fille » et l'implore de rester fidèle, à ses côtés. Pour la punir, elle lui coupe sa tresse.
Lorsque le Petit Chaperon rouge rencontre Jack dans les bois, elle ne croit pas en son histoire rocambolesque de géants et de trésors, et le met au défi de rapporter la harpe qui joue de la musique toute seule, que Jack prétend avoir vu. Piqué au vif, ce dernier accepte : il dérobe la harpe au géant, mais celui-ci le poursuit. Parvenu en bas du haricot magique, Jack l'abat à l'aide d'une hache. Le haricot s'effondre, et le géant meurt dans sa chute.
Alors qu'elle s'enfuit pour le troisième soir du palais, Cendrillon se retrouve engluée sur les marches du palais, que le prince a fait enduire de poix pour l'empêcher de fuir à nouveau. Bloquée, elle hésite un instant entre rester au château où elle n'a pas sa place (étant une servante), ou retourner dans sa maison et être maltraitée. Elle s'échappe, non sans laisser sciemment une chaussure sur les marches. La boulangère l'attend un peu plus loin dans la forêt, et cette fois, Cendrillon accepte de lui donner son deuxième soulier, la boulangère lui donnant en échange ses propres chaussures pour lui permettre de courir plus vite.
Ayant en sa possession le soulier de Cendrillon, le prince se lance immédiatement à sa recherche dans les maisons du village : il a l'intention de faire essayer le soulier à toutes les filles du royaume jusqu'à trouver celle qui pourra le chausser. La belle-mère de Cendrillon tient à marier une de ses filles au prince, et tient à ce qu'elles enfilent le soulier : elle coupe l'orteil de la première, et le talon de la seconde, mais le sang et leur démarche les trahit devant le prince. Il aperçoit alors Cendrillon, dont il reconnait les yeux, et lui enfile la chaussure, sous les yeux médusés de sa belle-famille. Alors qu'il emmène Cendrillon, les oiseaux se vengent des belles-sœurs et leur crèvent les yeux.
Ailleurs, Raiponce a été exilée par la sorcière dans un marais, au plus profond de la forêt. Elle retrouve son prince, devenu aveugle par les ronces de la sorcière, qui erre à cheval. Raiponce pleure sur le visage de son amant, et ses larmes lui redonnent la vue.
Alors que le troisième minuit va sonner, le couple de boulangers a réuni tout ce que demandait la sorcière… à l'exception de la vache « blanche comme le lait » : Blanchette morte, le boulanger a recouvert une vache de farine, et la sorcière n'est pas dupe. Elle ressuscite donc Blanchette, pour la plus grande joie de Jack, qui les a retrouvés, avec sa mère. Ils donnent alors à manger à Blanchette les trois autres ingrédients, puis Jack la trait et la sorcière boit ce lait : cette cérémonie permet de lever les deux malédictions. La sorcière retrouve sa beauté, tandis que la boulangère se retrouve immédiatement enceinte à un stade avancé.

### Quatrième jour
Les noces des deux couples princiers, de Cendrillon et Raiponce avec leur prince respectif, sont célébrées au château. Les boulangers sont présents avec leur nouveau-né, un garçon, tandis que l’œuf et les louis d'or ont permis à Jack et sa mère de connaitre une meilleure situation. Mais un violent tremblement de terre secoue le royaume et interrompt la cérémonie. Alors que chacun rentre chez soi par les bois, les chemins ont disparu et le paysage est méconnaissable. Les boulangers trouvent le Chaperon rouge, dont la mère et la grand-mère ont disparu avec la secousse, puis la belle-famille de Cendrillon accompagnée de l'intendant royal qui fuient le château effondré.
Ils se retrouvent alors face à une géante, très en colère, qui demande que lui soit livré le garçon responsable de la mort de son mari. Le groupe tente de calmer et la géante et la mère de Jack, qui les a rejoints et menace la géante, ayant compris qu'il s'agit de son fils. La mère de Jack est poussée dans la mêlée et tombe, grièvement blessée, mais ils obtiennent de la géante un délai pour lui livrer Jack.
Ailleurs, la sorcière a retrouvé Raiponce, mais celle-ci refuse de revenir avec elle, et décide de partir avec son prince qui est à ses côtés. La sorcière tente de s'en prendre à lui, mais constate que ses pouvoirs ont disparu, et ne peut empêcher le couple de la laisser là, Raiponce la reniant.
Le couple de boulangers a laissé leur fils au Chaperon rouge et entreprend de retrouver Jack, en se séparant. La boulangère retrouve le prince du royaume, qui tente de la séduire. Elle se laisse tenter mais résiste malgré tout. De son côté, le boulanger rencontre Cendrillon au pied de la tombe détruite de sa mère, et la reconnait comme la princesse. Lui apprenant la présence de la géante, il lui propose de rester avec eux. À nouveau seule, la boulangère est troublée, partagée entre l'euphorie et la honte après cette aventure sentimentale. Mais elle est surprise par les pas de la géante, qui font trembler le sol et la font glisser du bord d'une falaise.
Le boulanger, Cendrillon et le Chaperon rouge sont rejoints par la sorcière, qui tient Jack et veut le livrer à la géante pour s'en débarrasser. Le boulanger voit Jack porter l'écharpe de sa femme, et apprend de lui sa chute de la falaise et son issue fatale. Une dispute générale éclate entre les quatre personnages, chacun se renvoyant la responsabilité des événements, avant d'incriminer ensemble la sorcière. Elle entre alors dans une colère noire, pointe les défauts de chacun et l'issue funeste qui les attend immanquablement, avant de céder à la fureur et de jeter le reste des haricots qui lui restaient tout en provoquant volontairement sa mère, qui la punit de nouveau : elle disparait dans le sol et se retrouve changée en une mare de goudron.
Le boulanger, désespéré par la mort de sa femme, abandonne un moment son enfant aux mains de Cendrillon, avant de revenir auprès du petit groupe, évitant ainsi de commettre la même erreur que son propre père. Ils composent un plan pour se débarrasser de la géante : Jack servira d'appât, ils attaqueront avec des frondes, et les oiseaux (que Cendrillon appelle en chantant) les aideront.
Cendrillon recroise son prince, mais a appris des oiseaux et des on-dits son infidélité ; et elle décide alors de rompre leur relation. Alors qu'ils mettent en place le piège, le Chaperon rouge confie à Cendrillon son malaise à tuer la géante, ayant des remords quant à l'idée de tuer quelqu'un. Pendant qu'ils grimpent à l'arbre pour servir d'appât, le boulanger annonce à Jack la mort de sa mère et ses circonstances, et essaye de tempérer la fureur qui s'empare de lui. Le boulanger et Cendrillon consolent Jack et le Chaperon rouge, au moment même où la géante revient vers eux. Elle est attirée dans la mare de goudron par Jack, puis ils l'attaquent avec les frondes et les oiseaux. Elle tente de saisir Jack et s'agrippe à l'arbre, mais elle commence à être assommée par l'attaque et elle chute, entrainant l'arbre avec elle, et mourant en s'écrasant au sol.
Jack et le boulanger son sains et saufs malgré la chute. Orphelins, Jack et le Chaperon rouge décident de s'installer avec le boulanger, et Cendrillon fait de même. Tenant son fils dans ses bras, le boulanger reçoit la visite de l'esprit de sa femme qui le rassure, avant qu'il ne commence à raconter les aventures qui sont arrivées, faisant de lui le narrateur de l'histoire.

## Fiche technique
- Titre original : Into the Woods
- Titre français : Into the Woods : Promenons-nous dans les bois
- Titre québécois : Dans les bois
- Réalisation : Rob Marshall
- Scénario : James Lapine d'après la comédie musicale de James Lapine et Stephen Sondheim
- Direction artistique : Dennis Gassner
- Décors : Andrew Bennett et Ben Collins
- Costumes : Colleen Atwood
- Photographie : Dion Beebe
- Son : Blake Leyh
- Montage : Wyatt Smith
- Musique : Stephen Sondheim
- Production : John DeLuca, Rob Marshall, Callum McDougall et Marc Platt
- Sociétés de production : Lucamar Productions et Legendary Pictures, Warner Bros. Walt Disney Pictures
- Société de distribution : Walt Disney Studios Motion Pictures, Walt Disney Pictures Canada (Québec & Canada)[1] Warner Bros. (Français)
- Budget : env. 50 000 000 USD
- Pays de production : États-Unis
- Langue originale : anglais
- Format : Couleur - 35 mm / D-Cinema - 2,35:1 - son Datasat / Dolby Digital
- Genre : Film musical
- Durée : 119 minutes
- Dates de sortie :
  - États-Unis et Canada : 25 décembre 2014
  - France : 28 janvier 2015

## Distribution
- Meryl Streep (VFB : France Bastoen) : La Sorcière
- Emily Blunt (VFB : Claire Tefnin) : la Femme du Boulanger
- James Corden (VFB : Philippe Allard) : le Boulanger
- Anna Kendrick (VFB : Maia Baran) : Cendrillon
- Chris Pine (VFB : David Manet) : le Prince charmant de Cendrillon
- Johnny Depp (VFB : Michelangelo Marchese) : le Loup
- Lilla Crawford (VFB : Aaricia Dubois) : le Petit Chaperon rouge
- Daniel Huttlestone (VFB : Arthur Dubois) : Jack
- Mackenzie Mauzy (VFB : Nancy Philippot) : Raiponce
- Billy Magnussen (VFB : Maxime Donnay) : le Prince charmant de Raiponce
- Tracey Ullman (VFB : Fabienne Loriaux) : la mère de Jack
- Christine Baranski : la belle-mère de Cendrillon
- Lucy Punch (VFB : Béatrice Wegnez) : Lucinda
- Tammy Blanchard (VFB : Séverine Cayron) : Florinda
- Frances de la Tour : la femme du Géant
- Annette Crosbie : la grand-mère du Petit Chaperon rouge
- Joanna Riding (VFB : Jacqueline Ghaye) : la mère de Cendrillon
- Simon Russell Beale : le père du boulanger
Version française
  - Société de doublage : Dubbing Brothers
  - Direction artistique : Bruno Mullenaerts
  - Adaptation des dialogues : Philippe Videcoq

Le film signe la deuxième collaboration entre l'actrice Emily Blunt et Meryl Streep après Le diable s'habille en Prada mais il signe aussi la seconde collaboration entre Meryl Streep et Christine Baranski après le film musical : Mamma Mia!.

## Distinctions

### Récompenses
- American Film Institute Awards 2014 : top 10 des meilleurs films de l'année
- Phoenix Film Critics Society Awards 2014 : Meilleure jeune actrice pour Lilla Crawford

### Nominations
- British Academy Film Awards 2015 :
  - Meilleurs costumes pour Colleen Atwood
  - Meilleurs maquillages et coiffures pour J. Roy Helland et Peter King
- Critics' Choice Movie Awards 2015 :
  - Meilleur acteur dans un second rôle pour Meryl Streep
  - Meilleure distribution
  - Meilleure direction artistique pour Dennis Gassner et Anna Pinnock
  - Meilleurs costumes pour Colleen Atwood
  - Meilleurs maquillages et coiffures
- Golden Globes 2015 :
  - Meilleur film musical ou de comédie
  - Meilleure actrice dans un film musical ou une comédie pour Emily Blunt
  - Meilleure actrice dans un second rôle pour Meryl Streep
- Oscars du cinéma 2015 :
  - Meilleure actrice dans un second rôle pour Meryl Streep
  - Meilleurs décors pour Dennis Gassner et Anna Pinnock
  - Meilleurs costumes pour Colleen Atwood
- Satellite Awards 2015 :
  - Meilleure distribution
  - Meilleurs costumes pour Colleen Atwood
  - Meilleur son pour Blake Leyh, John Casali, Michael Keller, Michael Prestwoood Smith et Renee Tondelli
- Screen Actors Guild Awards 2015 : meilleure actrice dans un second rôle pour Meryl Streep

## Sortie et accueil
La première semaine le film récolte 31 millions d'USD aux États-Unis. Le 18 janvier 2015, le film dépasse les 140 millions de $ de recettes à l'international après quatre semaines d'exploitation.